# The Mighty
The Mighty (El poderoso en Hispanoamérica y Un mundo a su medida en España) es una película estadounidense de 1998 dirigida por Peter Chelsom. Basada en el libro Freak The Mighty por Rodman Philbrick, la película está protagonizada por Kieran Culkin, Elden Henson, Sharon Stone, Gillian Anderson y James Gandolfini. Se estrenó el 8 de mayo de 1998.

## Sinopsis
La historia es protagonizada por Kevin Dillon (Kieran Culkin), un niño inteligente de 13 años con una grave discapacidad, el cual se muda con su madre (Sharon Stone) a un nuevo vecindario. Allí conoce a Max Kane (Elden Henson), un chico de 15 años al que sus compañeros no les caía bien por su tamaño, con quien entabla una amistad.

## Argumento
Kevin "Freak" Dillon es un niño de 13 años que sufre del síndrome de morquio y vive con su madre Gwen "Fair Gwen" Dillon. Es extremadamente inteligente y está obsesionado con los vuelos de fantasía, pero debido a su discapacidad, camina con muletas y aparatos ortopédicos. Mientras tanto, Maxwell "Max" Kane es un niño bestial pero bondadoso de 15 años con desafíos de aprendizaje y que vive con sus abuelos maternos Susan "Gram" y Elton "Grim" Pinneman. Ha reprobado el séptimo grado dos veces y está atormentado por Tony "Blade" Fowler, un delincuente adolescente que es el líder de una banda de matones local llamada "Doghouse Boys". Cuando Kevin es asignado como tutor de lectura de Max, forman un vínculo de amistad por las circunstancias similares que comparten, como ser marginados en su escuela y que sus padres los abandonaran.
Freak y Max van a un festival local para ver un espectáculo de fuegos artificiales donde Blade y su pandilla los atacan. Luego, los dos escapan a un lago cercano con Freak montado sobre los hombros de Max. Posteriormente, Max comienza a llevar a Freak sobre sus hombros durante sus diversas aventuras, describiéndolo como Freak actuando como su cerebro mientras Max actúa como los pies de Freak. Esto le permite a Freak participar en actividades como el atletismo escolar que antes estaban restringidas a él, lo que le valió la aceptación de Freak entre sus compañeros por primera vez. Durante una visita a un museo, Freak usa la espada de Sir Galahad para convertirlos en caballeros como "Freak the Mighty".
Más tarde, Freak es testigo de cómo los "Doghouse Boys" ponen el bolso de alguien en una alcantarilla. Los dos recuperan el bolso, pero una vez más se enfrentan a Blade y su pandilla. Intentan atacar a Freak, pero Max los detiene recogiendo una tapa de alcantarilla y arrojándosela a la pandilla, obligándolos a huir presa del pánico. Max y Freak descubren que el bolso pertenece a una mujer llamada Loretta Lee. Le devuelven el bolso a Loretta, que está casada con Iggy Lee, un exlíder de una pandilla. La pareja son viejos amigos del padre de Max, Kenny "Killer" Kane, quien actualmente se encuentra en prisión por el asesinato por estrangulamiento de la madre de Max cuando Max tenía cuatro años, del cual Max fue testigo.
En Nochebuena, Max es secuestrado por Killer Kane, quien ha sido puesto en libertad condicional y lo llevan al apartamento de Iggy y Loretta, donde está atado. Loretta intenta ayudar a Max a escapar, pero Killer intenta estrangularla. El hecho de que Max vea el ataque le provoca un recuerdo reprimido de Killer Kane matando a su madre; se libera de sus ataduras y ataca a su propio padre.
Freak rastrea a Max y Killer Kane hasta el departamento de Iggy y Loretta y entra, armado con una pistola de agua que, según afirma, está cargada con ácido sulfúrico que recibió para Navidad y que rocía en los ojos de Killer Kane. Justo antes de que Killer Kane, enojado, se recupere e intente lastimar a Freak, Max lo ataca a través de la pared donde está esperando la policía; Luego, Killer Kane regresa a prisión de por vida sin posibilidad de libertad condicional, mientras Freak y Max corren a casa para cenar de Navidad junto con Gwen, Grim y Gram. Mientras intercambian regalos de Navidad, Freak le da a Max un libro en blanco y le dice que escriba en él. Esa noche, Freak muere mientras duerme debido a problemas cardíacos. A la mañana siguiente, Max escucha la noticia de la abuela y persigue a la ambulancia a pie. Max recuerda la unidad de intervención biogénica de un centro de investigación que Freak había mencionado antes y corre allí, sólo para descubrir que el laboratorio en cuestión no es más que una lavandería comercial. Con el corazón roto, Max se derrumba de pena entre los trabajadores de la lavandería.
Las semanas siguientes, Max continúa asistiendo a la escuela, pero pasa su tiempo libre encerrado en el sótano, incluso se pierde el funeral de Freak y ve a Gwen mudarse. Más tarde se encuentra con Loretta en una parada de autobús, quien le advierte que "no hacer nada es una lata, chico". Se toma en serio este consejo e incluso se arma de valor para responder una pregunta de su profesor durante una conferencia. Inspirado por su vínculo, Max recuerda a Freak y todas las aventuras que tuvieron, por lo que decide escribirlo todo en el libro vacío que Freak le había regalado para Navidad. Max sufre un bloqueo de escritor en la última página y coloca una ilustración de la tumba del Rey Arturo que dice "Aquí yace el Rey Arturo, rey una vez y futuro", para simbolizar su creencia de que volverá a ver a Freak. Luego, Max toma el ornitóptero de Freak y le da cuerda, haciéndolo volar. Mientras el ornitóptero despega, se escucha una narración de Max: Y cuando lleguemos aquí, que supongo que debería ser el final, conocerás la historia de Freak the Mighty, que mató dragones, salvó doncellas y caminó por encima del mundo.

## Producción
El rodaje tuvo lugar en Ontario, Kentucky y Ohio, del 20 de febrero al 30 de abril de 1997.

## Reparto
- Kieran Culkin - Kevin Dillon
- Elden Henson - Maxwell "Max" Kane
- Sharon Stone - Gwen Dillon
- Gena Rowlands - Susan "Gram" Pinneman
- Harry Dean Stanton - Elton "Grim" Pinneman
- Gillian Anderson - Loretta Lee
- James Gandolfini - Kenny "Asesino" Kane
- Meat Loaf - Iggy
- Jenifer Lewis - Sra. Addison
- Joseph Perrino - Blade Fowler
- Dov Tiefenbach - Amigo de Blade